# وضاح حسن عبد الأمير
وضاح حسن عبد الأمير وشهرته سعدون يوسف أو سعدون وضاح، وهو سياسي عراقي وعضو في المكتب السياسي للحزب الشيوعي العراقي، عمل في المعارضة العراقية إلى جانب المعارضة الكردية.
شغل منصب عضو في الجمعية الوطنية الانتقالية المؤقتة عام 2004 حتى مقتله في 13 تشرين الثاني من نفس العام على الطريق من بغداد إلى كركوك في ناحية العظيم. وقد شغل منصب عضو في لجنة العلاقات الوطنية في المجلس.